# Fort VIII Twierdzy Warszawa
Fort VIII („Służew”) – jeden z fortów pierścienia zewnętrznego Twierdzy Warszawa znajdujący się przy ul. Nowoursynowskiej w Warszawie, w dzielnicy Ursynów, w rejonie dawnej wsi Służew.
Poprzednim w kolejności jest fort VII „Zbarż”, zaś następnym fort IX „Czerniaków”.

## Historia
Fort został wzniesiony w latach osiemdziesiątych XIX wieku. Ma powierzchnię 26,17 hektara. Położony jest na wzniesieniu pomiędzy skarpą warszawską i doliną Potoku Służewieckiego. Zbudowany został według wzorcowego rosyjskiego projektu F1879. Był dwuwałowym obiektem ziemno-ceglanym o dwóch czołach i barkach oraz koszarach szyjowych.
W 1897 fort wizytował car Mikołaj II.
Fort był dwukrotnie modernizowany. Skarpowa kaponiera czołowa została wymieniona na betonową przeciwskarpową kaponierę czołową (z poterną pod dnem rowu), kaponiery barkowe na analogiczne betonowe, w szyi wzniesiono betonowy tradytor. Fort przekształcono na jednowałowy, dodając betonowe, dwukondygnacyjne schrony pogotowia. Po skasowaniu twierdzy w 1909 roku wysadzono wszystkie elementy betonowe.
W latach 70. między wałem czoła i koszarami szyjowymi zbudowano wojskowe osiedle mieszkaniowe dla najwyższej kadry Ludowego Wojska Polskiego (tzw. osiedle generalskie). W 1981, kiedy fort był jeszcze w rękach wojska, a osiedle generalskie już istniało, wybudowano okopy wzmocnione betonowymi elementami. Ich linia bojowa skierowana była w kierunku miasta. 
Do dziś zachowały się koszary szyjowe, ruiny kaponier barkowych i kaponiery czołowej, fundamenty tradytora, lodownia na zapolu oraz częściowo zniekształcone formy ziemne.
W 1990 fort został wpisany do rejestru zabytków.
W latach 90. fort przejęła Agencja Mienia Wojskowego, która sprzedała go jednej ze spółek deweloperskich. Przy forcie powstał zespół bloków mieszkalnych o wysokości do dziewięciu pięter, a fort poddano rozległej rewaloryzacji. W dawnych koszarach powstała niewielka galeria handlowa o nazwie Fort 8.

## Upamiętnienie
W 2018 Rada m.st. Warszawy nadała ulicy biegnącej od ulicy Nowoursynowskiej w kierunku ulicy Dolina Służewiecka nazwę Fort Służew.